# Telefusowie herbu Łabędź

Herb Łabędź

Telefusowie herbu Łabędź – polski ród szlachecki, wywodzący się z Podola.

## Historia
Telefusowie herbu Łabędź wywodzą się ze Śląska, w pierwszej połowie XV w. osiedli na Podolu, gdzie otrzymali za pierwszych Jagiellonów znaczące majątki, m.in.: Czelejów, Dumanowo, Kumanowo, Łysiec. Telefusowie do drugiej połowy XVIII w., kiedy rodzina w męskiej linii wygasła, pisali się z Kumanowa. Jak pisze Bartosz Paprocki: był to dom zacny i mężny. Z czasem pełniąc służbę rycerską i koligacąc się ze znacznymi na wschodnich kresach rodami Rzeczypospolitej (m. in: Papieskimi herbu Gryf, Wilkowskimi herbu Pobóg, Zamojskimi herbu Jelita, Lanckorońskimi herbu Zadora, Ossolińskimi herbu Topór, Ponińskimi herbu Łodzia, Bydłowskimi herbu Topacz, Mrozowickimi herbu Prus III, Karśnickimi herbu Leliwa, Komorowskimi herbu Korczak i Stadnickimi herbu Szreniawa), zostali właścicielami licznych dóbr, poza Podolem, również w ziemi halickiej i województwie bełskim. M.in. dziedziczyli oraz dzierżyli królewszczyzny na: Przytuli i Okrasnej w powiecie uszyckim, Brundzowie, Poteremce Szczodrowej i Susłowcach w powiecie latyczowskim, Kupinie z okolicznymi wsiami, Sokołówce Starej (w pow. uszyckim), Kujawach, Piasecznej, Czarnowodach nad Smotryczem, Łysowodach, Karabczyjówce, Gródku, Jaromirce, Horyńcu, Pniewie i Nadwornej oraz Puźnikach, Popławnikach, Przybyłowie i Borowiczynie vel Browiczynie w ziemi halickiej. Od połowy XVII wieku byli właścicielami Horyńca w woj. bełskim, gdzie w 1748 r. lokowali miasto.
Telefusowie licznie posłowali na sejmy z woj. podolskiego.

## Znani przedstawiciele
- Jan Telefus (XVI w.) – piętnaście razy posłował na sejm, dla wielkich zasług udekorowany przez króla Zygmunta Augusta złotym łańcuchem
- Jan Telefus (ok. 1732-1767) – starosta kryniczański
- Jerzy de Lyssiecz Telefus (ok. 1485-po 1528) – urzędnik kamieniecki, nazwany przez króla Zygmunta Starego decurionus Camenecensis et veteranus miles noster
- Jerzy Telefus (ok. 1519-po 1582) – poborca podolski, podwojewodzi podolski
- Józef Dunin-Telefus (ok. 1732-1767) – chorążyc podolski, fundator miasta Horyniec
- Piotr Felicjan Telefus (1620-1706) – podczaszy halicki, rotmistrz królewski, deputat na Trybunał Koronny, poseł na sejmy
- Stanisław Piotr Telefus (1670-1748) – chorąży kamieniecki, stolnik kamieniecki, stolnik latyczowski, podczaszy trembowelski